# ملهكبود (مقاطعة دالاهو)
ملهكبود (بالفارسية: مله‌کبود) هي قرية تقع في كرمانشاه في إيران. يقدر عدد سكانها بـ 103 نسمة .